# Rue Saint-Guillaume (Strasbourg)
Pour les articles homonymes, voir Rue Saint-Guillaume.
La rue Saint-Guillaume (en alsacien : Wilhelmersgass) est une voie de Strasbourg située dans le quartier de la Krutenau. 

## Situation et accès
Située face au pont Saint-Guillaume, principalement bordée au sud par l'église luthérienne Saint-Guillaume, elle va du quai des Pêcheurs à la rue de l'Académie où elle rejoint la rue Calvin, et se prolonge par la rue de la Manufacture-des-Tabacs.

## Histoire et origine du nom

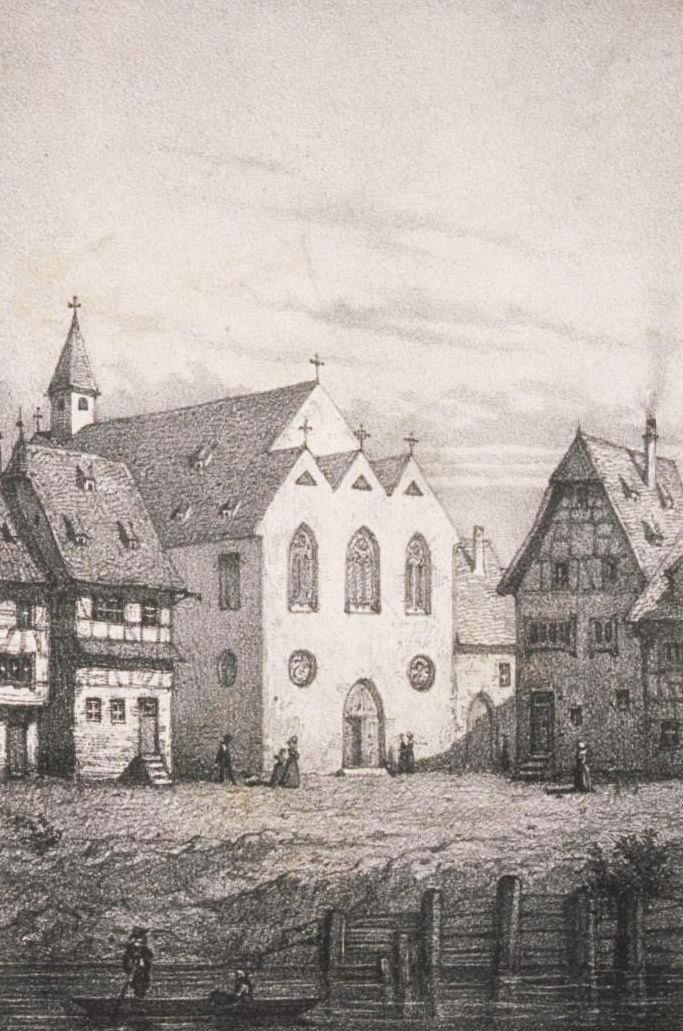
Représentation de l'église Saint-Guillaume au XVIe siècle (A. Touchemolin, XIXe siècle).

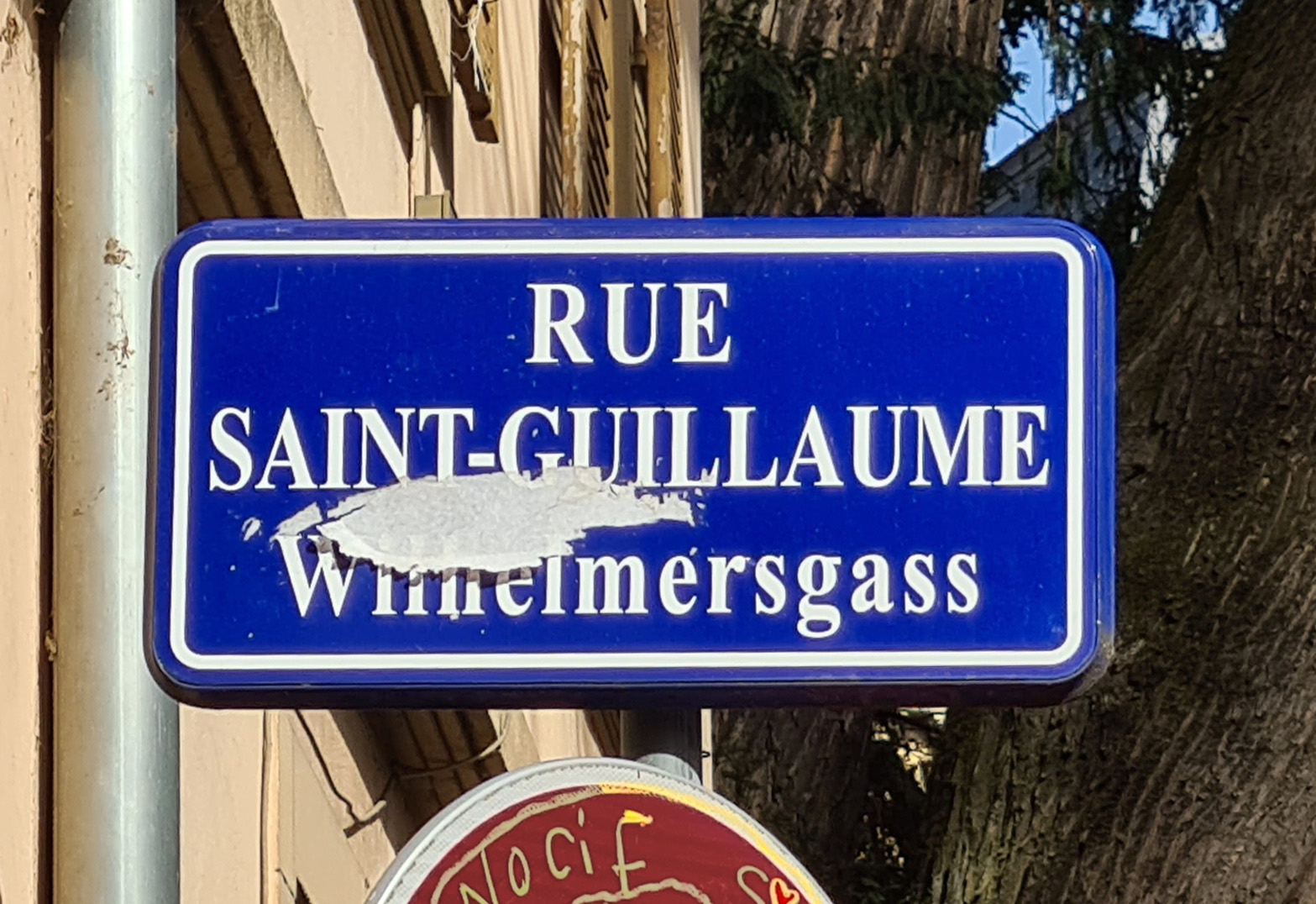
Plaque bilingue, en français et en alsacien.

Au fil des siècles, elle porte successivement différents noms. Gutmannsgasse, attestée en 1274, puis en 1310 et en 1427, semble être la première appellation connue, probablement d'après un personnage qui y habitait. En 1490 lui succède la  St Niclausgasse, une allusion au couvent Saint-Nicolas-aux-Ondes, situé à proximité.
La référence à Guillaume (ou saint Guillaume) se généralise à partir du début du XVIe siècle, à l'exception de la période révolutionnaire (rue de Lepelletier en 1794). On trouve ainsi : Wilhelmergasse (1516, 1544, 1681, 1872, 1943) ou  Sankt-Wilhelmstrasse (1895), Sankt-Wilhelmergasse (1900, 1940).  La version française, « rue Saint-Guillaume », apparue en 1918,  est restaurée à la Libération et conservée depuis 1945.
Ce nom dérive de l'ordre monastique des Guillemites (Wilhelmer), fondé au XIIe siècle sous l’influence de Guillaume de Malavalle. Dès 1298 les moines s'installent aux abords de Strasbourg. En 1301 l'église Saint-Guillaume, son couvent et son cimetière sont consacrés.
À partir de 1995, des plaques de rues bilingues, à la fois en français et en alsacien, sont mises en place par la municipalité lorsque les noms de rue traditionnels étaient encore en usage dans le parler strasbourgeois. Le nom de la rue est alors sous-titré Wilhelmersgass.

## Bâtiments remarquables

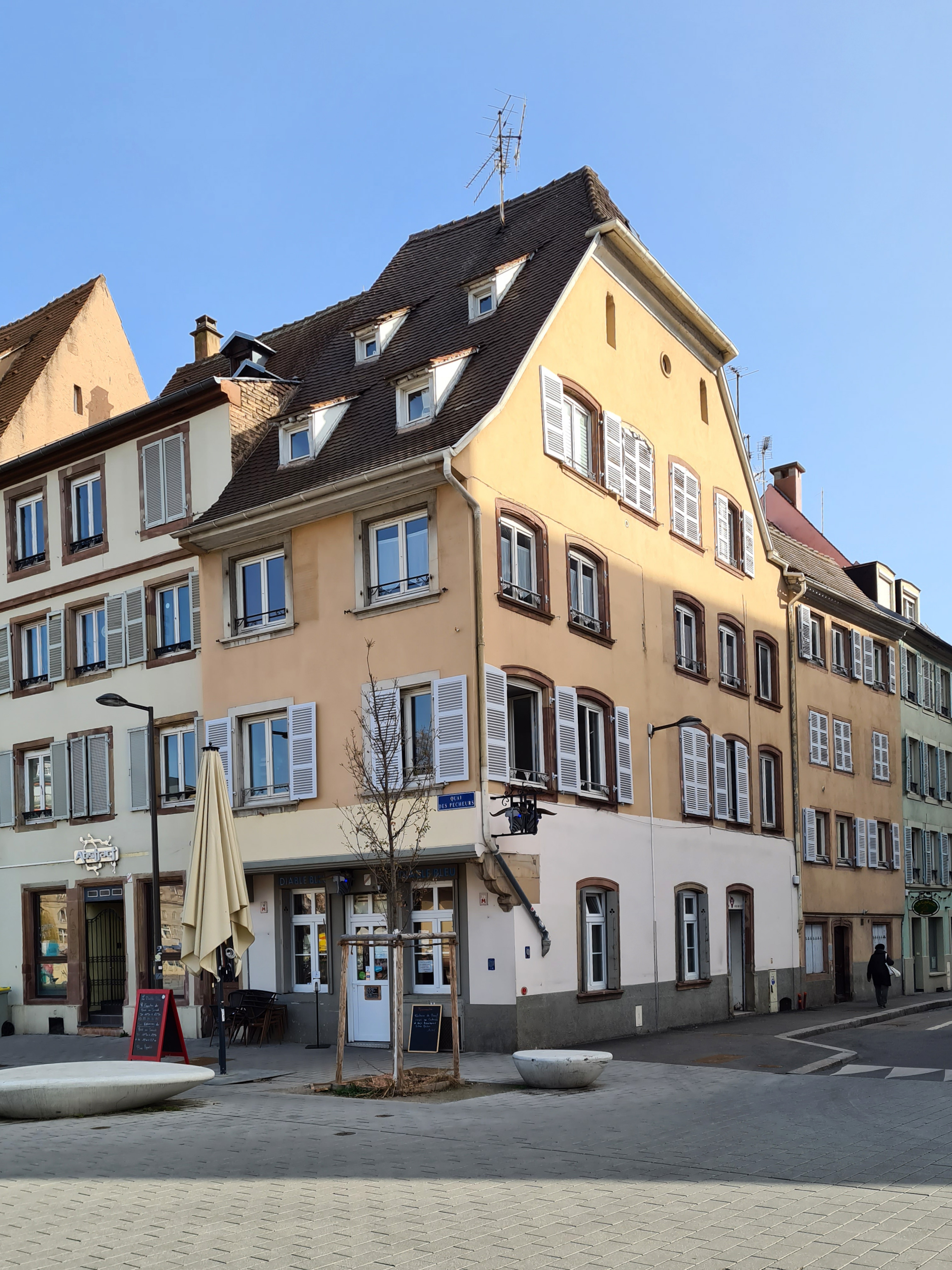
Le no 1 à l'angle du quai des Pêcheurs.

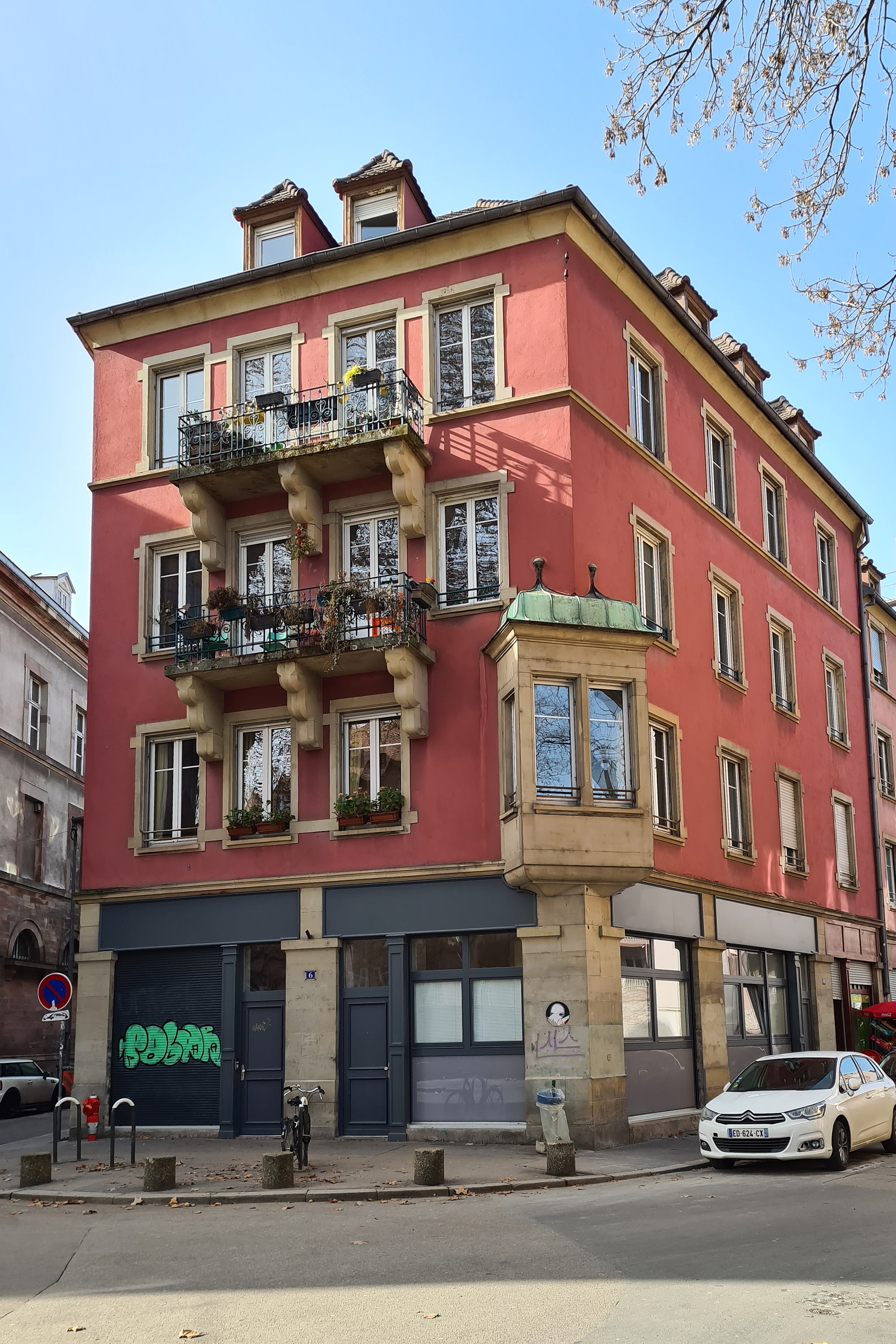
Les nos 4-6 à l'angle de la rue Calvin.

no 1Cette adresse recouvre en réalité deux bâtiments adjacents, attestés au XVIIe siècle. Ils ont été réunis sous un même numéro, mais, au début du XIXe siècle, la première portait encore le no 92 du quai des Pêcheurs.
La maison d'angle à pignon, dotée d'un encorbellement donnant sur le quai, était dite « À l'Épée » (zum Schwert). Elle abrite un restaurant qui succède à un débit de boissons mentionné avant la Première Guerre mondiale.
La seconde, moins élevée et dépourvue de pignon, comprenait également, à la fin du XVIIe siècle, deux maisonnettes donnant sur la ruelle du Loup (actuelle impasse du Loup).
nos 4 et 6À l'intersection avec la rue Calvin et la rue de l'Académie se trouve un immeuble d'angle doté d'un oriel, construit en 1906-1907 par Gustave Krafft (1861-1927) et Jules Berninger (1856-1926), auxquels on doit également le no 2 de la même rue et plusieurs immeubles situés dans la rue Calvin.
Anciens no n° 5 à 19Détruits par les bombes ou démolis en raison de leur vétusté, ces bâtiments ont cédé la place à un hôpital de jour pour personnes âgées ouvert en 1977 à l'actuel no 11. D'abord nommé « Germaine Bord » en hommage à la première épouse d'André Bord, médecin et pionnière de la gérontologie, décédée en 1976, l'établissement est devenu la résidence Abrapa Saint-Guillaume.
no 15Maison de rapport pendant la deuxième moitié du XVIIe siècle, reconstruite en 1761, à nouveau transformée en 1910, elle est endommagée par le bombardement aérien du 25 septembre 1944 et finalement démolie en 1971.
nos 17 et 19Entièrement détruites par le bombardement du 25 septembre 1944, ces maisons n'ont pas été reconstruites.
La première, une maison d'artisans sans jardin, a appartenu pendant tout le XVIIIe siècle à des potiers qui y avaient leur four.